# Équipe de Tunisie de football à la Coupe d'Afrique des nations 2013
L'équipe de Tunisie de football participe à la coupe d'Afrique des nations 2013 organisée en Afrique du Sud du 19 janvier au 10 février 2013. Elle termine à la neuvième place de la compétition.

## Qualifications
| Équipe 1     | Résultat | Équipe 2 | Aller | Retour |
| ------------ | -------- | -------- | ----- | ------ |
| Sierra Leone | 2 - 2e   | Tunisie  | 2 - 2 | 0 - 0  |

| 8 septembre 2012 | Sierra Leone            | 2 – 2   | Tunisie                 |                                                                                       |                                                                                       |
| 16:30 (UTC+0)    | Suma 8e · A. Kamara 85e | (1 - 0) | Gharbi 65e · Msakni 87e | Brookfields National Stadium, Freetown Spectateurs : - Arbitrage : Khalid Abdelrahman | Brookfields National Stadium, Freetown Spectateurs : - Arbitrage : Khalid Abdelrahman |
| 16:30 (UTC+0)    | Rapport                 |         |                         | Brookfields National Stadium, Freetown Spectateurs : - Arbitrage : Khalid Abdelrahman | Brookfields National Stadium, Freetown Spectateurs : - Arbitrage : Khalid Abdelrahman |

| 13 octobre 2012 | Tunisie | 0 - 0   | Sierra Leone |                                                                                |                                                                                |
| 19:15 (UTC+1)   |         | (0 - 0) |              | Stade Mustapha-Ben-Jannet, Monastir Spectateurs : - Arbitrage : Ali Lemghaifry | Stade Mustapha-Ben-Jannet, Monastir Spectateurs : - Arbitrage : Ali Lemghaifry |
| 19:15 (UTC+1)   | Rapport |         |              | Stade Mustapha-Ben-Jannet, Monastir Spectateurs : - Arbitrage : Ali Lemghaifry | Stade Mustapha-Ben-Jannet, Monastir Spectateurs : - Arbitrage : Ali Lemghaifry |

## Équipe

### Maillot
Pour la coupe d'Afrique des nations 2013, l'équipementier de l'équipe, Burrda Sport, lui confectionne un maillot spécifique pour la compétition.
| Couleurs | Blanc et rouge |
| Marque   | Burrda Sport   |
| Domicile | Extérieur      |

## Compétition

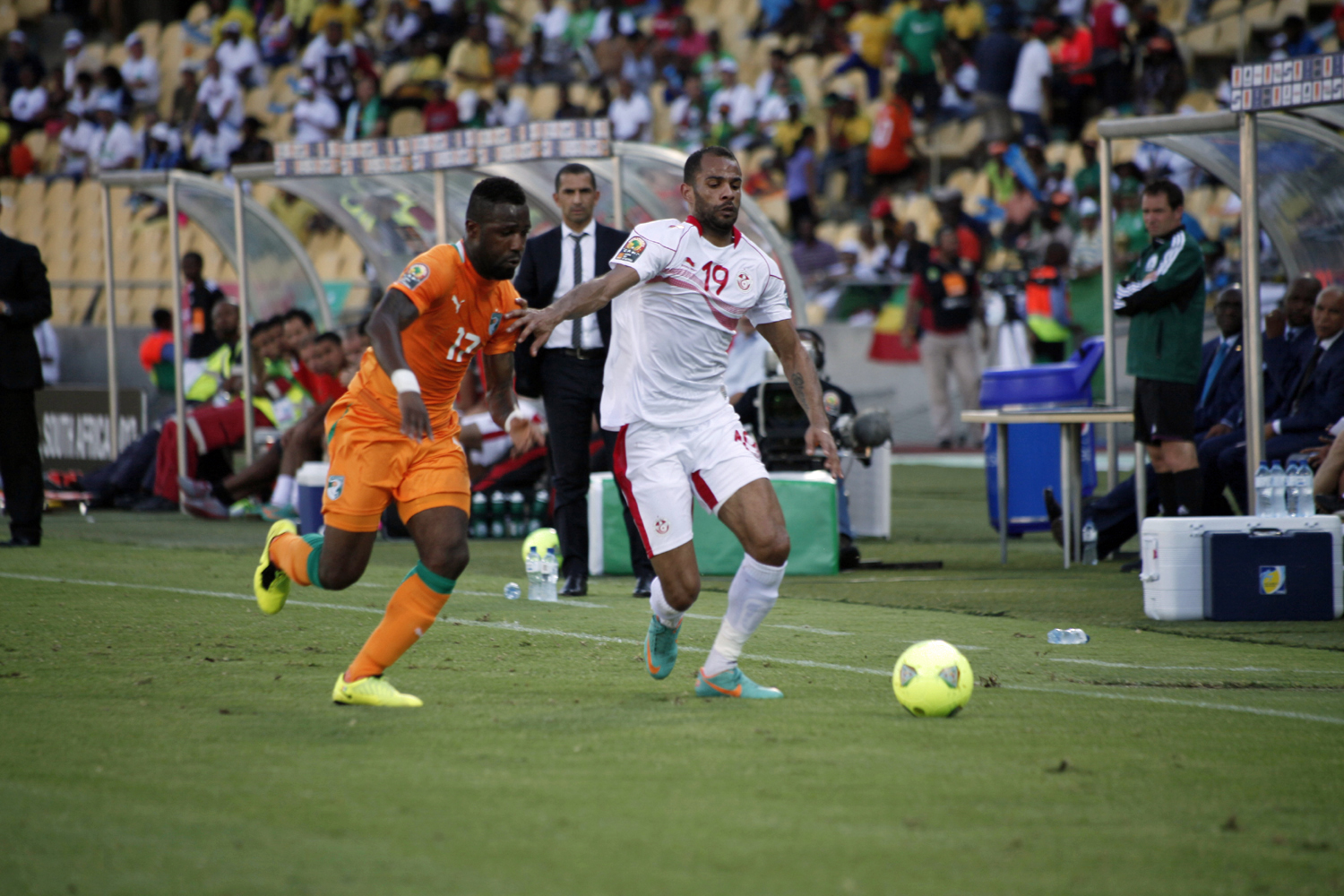
Siaka Tiéné et Saber Khalifa lors d'un match entre la Tunisie et la Côte d'Ivoire en 2013.

La Tunisie se qualifie le 13 octobre 2012 pour la CAN 2013 malgré deux nuls contre la Sierra Leone (2-2 et 0-0). Pour son premier match, la Tunisie arrache la victoire lors des derniers instants (1-0) face à l'Algérie grâce à un tir, élu meilleur but de la CAN 2013, de Msakni. Ensuite, les « Aigles de Carthage » sont écrasés par la Côte d'Ivoire sur le score de 3-0. Le dernier match déclenche un scandale à propos de l'arbitrage. En effet, la Tunisie se voit refuser de nombreux penaltys : Khaled Mouelhi en ratant un, la Tunisie est éliminée aux dépens du Togo (1-1).
| Rang | Équipe        | Pts | J | G | N | P | Bp | Bc | Diff |
| ---- | ------------- | --- | - | - | - | - | -- | -- | ---- |
| 1    | Côte d'Ivoire | 7   | 3 | 2 | 1 | 0 | 7  | 3  | +4   |
| 2    | Togo          | 4   | 3 | 1 | 1 | 1 | 4  | 3  | +1   |
| 3    | Tunisie       | 4   | 3 | 1 | 1 | 1 | 2  | 4  | -2   |
| 4    | Algérie       | 1   | 3 | 0 | 1 | 2 | 2  | 5  | -3   |

| 22 janvier 2013 | Tunisie      | 1 - 0   | Algérie | Stade Royal Bafokeng, Rustenburg                |                                                 |
| 20:00 UTC+2     | Msakni 90+1e | (0 - 0) |         | Spectateurs : 20 000 Arbitrage : Bakary Gassama | Spectateurs : 20 000 Arbitrage : Bakary Gassama |
| 20:00 UTC+2     | Rapport      |         |         | Spectateurs : 20 000 Arbitrage : Bakary Gassama | Spectateurs : 20 000 Arbitrage : Bakary Gassama |

| Tunisie | Algérie |

| Tunisie :       |    |                         |  |     |       |     |
|                 |    |                         |  |     |       |     |
| Gardien de but  | 22 | Moez Ben Cherifia       |  |     |       |     |
|                 | 2  | Bilel Ifa               |  |     |       |     |
|                 | 3  | Walid Hichri            |  |     |       |     |
|                 | 20 | Aymen Abdennour         |  |     | 13e   |     |
|                 | 12 | Khalil Chemmam          |  |     |       |     |
|                 | 14 | Mejdi Traoui            |  | 46e |       |     |
|                 | 21 | Khaled Mouelhi          |  |     |       |     |
|                 | 8  | Chedi Hammemi           |  |     |       |     |
|                 | 17 | Issam Jemâa             |  | 16e |       |     |
|                 | 7  | Youssef Msakni          |  |     | 90+2e |     |
|                 | 19 | Saber Khalifa           |  |     |       |     |
| Remplaçants :   |    |                         |  |     |       |     |
|                 | 9  | Hamdi Harbaoui          |  | 16e | 85e   | 38e |
|                 | 10 | Oussama Darragi         |  | 46e |       |     |
|                 | 11 | Fakhreddine Ben Youssef |  | 85e |       |     |
| Sélectionneur : |    |                         |  |     |       |     |
| Sami Trabelsi   |    |                         |  |     |       |     |

| Algérie :         |    |                      |  |       |     |
|                   |    |                      |  |       |     |
| Gardien de but    | 23 | Raïs M'Bolhi         |  |       |     |
|                   | 3  | Liassine Cadamuro    |  | 74e   |     |
|                   | 4  | Essaïd Belkalem      |  |       |     |
|                   | 12 | Carl Medjani         |  |       |     |
|                   | 6  | Djamel Mesbah        |  |       | 72e |
|                   | 2  | Mehdi Mostefa        |  |       |     |
|                   | 17 | Adlène Guedioura     |  | 86e   |     |
|                   | 8  | Medhi Lacen          |  |       |     |
|                   | 10 | Sofiane Feghouli     |  |       |     |
|                   | 14 | Foued Kadir          |  | 90+3e |     |
|                   | 9  | Islam Slimani        |  |       |     |
| Remplaçants :     |    |                      |  |       |     |
|                   | 15 | Hillal Soudani       |  | 74e   |     |
|                   | 18 | Khaled Lemmouchia    |  | 86e   |     |
|                   | 13 | Mohamed Amine Aoudia |  | 90+2e |     |
| Sélectionneur :   |    |                      |  |       |     |
| Vahid Halilhodžić |    |                      |  |       |     |

| Assistants : Angesom Ogbamariam Peter Edibe Quatrième arbitre : Badara Diatta Homme du match : Youssef Msakni |

| 26 janvier 2013 | Côte d'Ivoire                              | 3 - 0   | Tunisie | Stade Royal Bafokeng, Rustenburg                         |                                                          |
| 17:00 UTC+2     | Gervinho 21e · Y. Touré 87e · Ya Konan 90e | (1 - 0) |         | Spectateurs : 20 000 Arbitrage : Rajindraparsad Seechurn | Spectateurs : 20 000 Arbitrage : Rajindraparsad Seechurn |
| 17:00 UTC+2     | Rapport                                    |         |         | Spectateurs : 20 000 Arbitrage : Rajindraparsad Seechurn | Spectateurs : 20 000 Arbitrage : Rajindraparsad Seechurn |

| 30 janvier 2013 | Togo      | 1 - 1   | Tunisie            | Stade Mbombela, Nelspruit                      |                                                |
| 19:00 UTC+2     | Gakpé 13e | (1 - 1) | Mouelhi 30e (pen.) | Spectateurs : 7 500 Arbitrage : Daniel Bennett | Spectateurs : 7 500 Arbitrage : Daniel Bennett |
| 19:00 UTC+2     | Rapport   |         |                    | Spectateurs : 7 500 Arbitrage : Daniel Bennett | Spectateurs : 7 500 Arbitrage : Daniel Bennett |

## Statistiques

### Buteurs
| Buts | Joueurs        | Adversaires |
| ---- | -------------- | ----------- |
| 1    | Ahmed Akaichi  | Algérie     |
| 1    | Khaled Mouelhi | Togo        |

### Récompenses
- Plus beau but en CAN : Youssef Msakni (  90+1e face à l'Algérie)[7]